# HD 203857
HD 203857 är en dubbelstjärna belägen i den mellersta delen av stjärnbilden Svanen. Den har en skenbar magnitud av ca 6,46 och är mycket svagt synlig för blotta ögat där ljusföroreningar ej förekommer. Baserat på parallax enligt Gaia Data Release 2 på ca 2,7 mas, beräknas den befinna sig på ett avstånd på ca 1 230 ljusår (ca 376 parsek) från solen. Den rör sig närmare solen med en heliocentrisk radialhastighet på ca -6 km/s.

## Egenskaper
Primärstjärnan HD 203857 A är en orange till röd jättestjärna i huvudserien av spektralklass K5. Den har en massa som är ca 1,7 solmassor, en radie som är ca 46 - 50 solradier och har ca 513 gånger solens utstrålning av energi från dess fotosfär vid en effektiv temperatur av ca 4 100 K.
HD 203857 är listad i Washington Double Star Catalog som fem visuella följeslagare. Den är separerad med 6 bågminuter från HD 203784, en underjätte av spektraltyp F, men är troligen inte gravitationellt förbunden. HD 203784 anses befinna sig närmare jorden och svagare än HD 203857. Det finns också svagare stjärnor separerade med 23 och 178 bågsekunder. HD 203784 har en stjärna av 13:e magnituden och en stjärna av 14:e magnituden inom ca 20 bågsekunder.

## Planetssystem
Okayama Planet Search-teamet publicerade i slutet av 2008 en rapport om undersökningar av radiella hastighetsvariationer observerade för en uppsättning utvecklade stjärnor och meddelade möjlig upptäckt av en exoplanet som kretsar kring HD 203857.  Omloppsperioden beräknas vara 2,3 år, men planeten är fortfarande (2020) ej bekräftad. 
| Planet         | Massa   | Halv storaxel (AE) | Siderisk omloppstid (d) | Excentricitet | Inklination | Radie |
| -------------- | ------- | ------------------ | ----------------------- | ------------- | ----------- | ----- |
| b (obekräftad) | ≥8,1 MJ | 2,1                | 836,8                   | 0,3           | -           | -     |